# آرژی (کمون)
آرژی (به فرانسوی: Argers) یک کمون در فرانسه است که در canton of Sainte-Menehould واقع شده‌است. آرژی ۶٫۹۷ کیلومتر مربع مساحت دارد ۱۴۰ متر بالاتر از سطح دریا واقع شده‌است.